# Leucania aenictopa
Leucania aenictopa là một loài bướm đêm trong họ Noctuidae.